# Tufão Nepartak
O tufão Nepartak, conhecido nas Filipinas como tufão Butchoy, foi o terceiro ciclone tropical mais intenso do mundo em 2016. Nepartak impactou severamente Taiwan e a China Oriental, com 86 mortes confirmadas. Causou 3 mortes e NT$ 678 milhões (US$ 21 milhões) de danos em Taiwan. Além disso, o Nepartak também teve efeitos desastrosos em Fuquiém, na China, causando 111 mortes e ¥ 9,99 bilhões (US$ 1,49 bilhões) em danos. Após a temporada, os danos totais ultrapassaram ¥ 12,65 bilhões (US $ 1,89 bilhões).
A primeira tempestade e tufão nomeados da temporada anual de tufões, Nepartak se transformou em uma tempestade tropical ao sul de Guam em 3 de julho e encerrou um período recorde de 199 dias sem uma tempestade nomeada sobre a bacia, empatado com o intervalo de 1997-1998. Seguindo constantemente para o noroeste em 4 de julho e se tornando um tufão no dia seguinte, Nepartak atingiu o pico de intensidade com um olho de alfinete em 6 de julho. Nepartak começou a enfraquecer em 7 de julho e cruzou Taiwan mais tarde, antes de emergir no Estreito de Taiwan e enfraquecer em uma forte tempestade tropical em 8 de julho. Ele finalmente atingiu a costa de Fuquiém, na China, em 9 de julho e se dissipou por terra um dia depois.

## História meteorológica
Uma área de baixa pressão se desenvolveu ao sul de Guam em 30 de junho. Durante o dia 2 de julho, a Agência Meteorológica do Japão começou a monitorar uma ampla depressão tropical que se desenvolveu cerca de 780 km ao sudeste do estado de Yap. A depressão estava localizada em um ambiente favorável para um maior desenvolvimento com baixo cisalhamento vertical do vento, enquanto os modelos globais de computador indicavam que o sistema se desenvolveria lentamente à medida que interagisse com uma baixa nível superior. Durante aquele dia, a depressão se intensificou enquanto se movia para noroeste em um ambiente de direção fraca, enquanto a convecção atmosférica profunda começou a envolver o centro de circulação de baixo nível em consolidação do sistema. No início de 3 de julho, o Joint Typhoon Warning Center dos Estados Unidos iniciou alertas sobre o sistema e o classificou como Depressão Tropical 02W. O sistema foi posteriormente nomeado Nepartak pela JMA depois de ter se intensificado em uma tempestade tropical, e uma passagem de Ascat mostrou que ventos de 65 km/h existiam dentro do quadrante leste da tempestade. A nomeação de Nepartak encerrou um período recorde de 199 dias sem uma tempestade tropical na bacia do Pacífico Norte Ocidental.
Depois de ser nomeado, Nerpartak começou a acelerar para noroeste, como uma cordilheira subtropical ao norte do sistema, tornou-se melhor estabelecido e atuou como o mecanismo de direção dominante. Nos dias seguintes, o sistema se intensificou gradualmente à medida que seu fluxo de saída de nível superior melhorava, à medida que uma célula TUTT posicionada ao norte de Nepartak se propagava para o oeste. Assim, por volta das 12:00 UTC, o JMA atualizou o status em uma tempestade tropical severa, e o sistema desenvolveu um grande nublado denso central (CDO) com bandas convectivas fortemente curvas. Tanto o JMA quanto o JTWC atualizaram Nepartak para um tufão no início do dia seguinte e, posteriormente, o sistema passou por um período de rápido aprofundamento. O sistema entrou na Área de Responsabilidade das Filipinas aproximadamente às 06:00 UTC (14:00 PHT ), quando a PAGASA atribuiu a ele o nome local de Butchoy.
Devido ao baixo cisalhamento vertical do vento, excelentes canais de escoamento duplo e temperaturas da superfície do mar muito quentes, acima de 30 °C sobre o mar das Filipinas, o tufão compacto e simétrico adquiriu características anulares e um olho bem definido na noite de 5 de julho. Isso levou o JTWC a atualizá-lo para um super tufão equivalente à categoria 4 por volta das 18:00 UTC. Em 6 de julho, o JTWC estimou que Nepartak havia se tornado um super tufão equivalente à categoria 5. Com um olho distinto, Nepartak atingiu seu pico de intensidade por volta das 06:00 UTC, cerca de 835 km (519 mi) leste-sudeste de Taitung, Taiwan. O JMA estimou a pressão central em 900 hPa (26,58 inHg) e os ventos máximos sustentados em dez minutos em 205 km/h. O JTWC estimou ventos máximos sustentados de um minuto em 285 km/h.

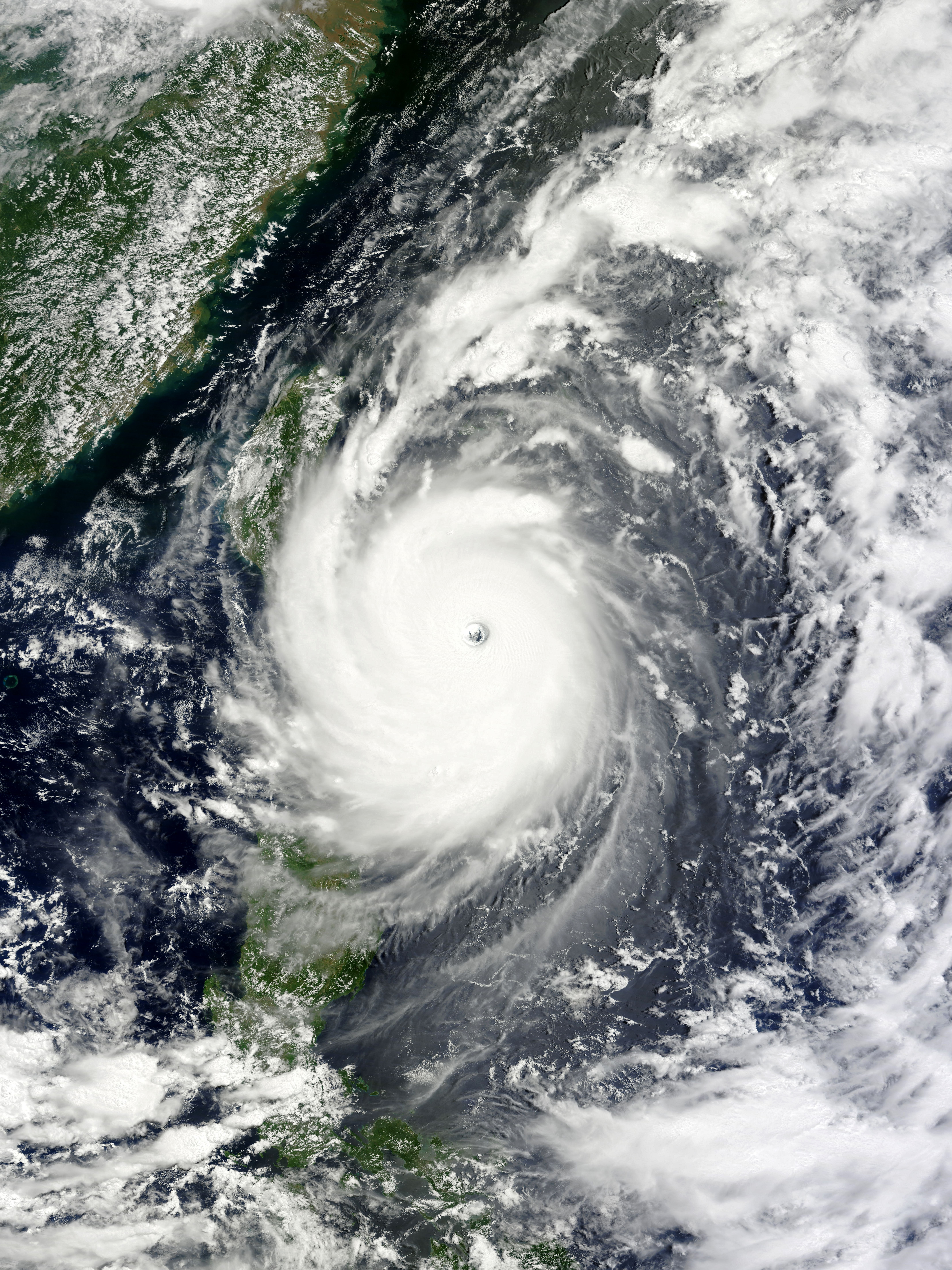
Tufão Nepartak se aproximando de Taiwan em 7 de julho

Mantendo a intensidade máxima por um dia, Nepartak começou a desacelerar e enfraquecer em 7 de julho, devido à topografia de Taiwan inibindo o influxo no lado oeste da circulação de baixo nível. Por volta das 12:00 UTC, o olho de Nepartak estava irregular e cheio de nuvens. Nessa época, o tufão passou perto de uma bóia perto da Ilha das Orquídeas. A bóia observou uma pressão mínima de aproximadamente 897 hPa (26,49 inHg). Esta observação foi examinada por uma equipe da Universidade Nacional de Taiwan, e em 13 de setembro, o Instituto de Oceanografia da Universidade Nacional de Taiwan disse que depois de calibrar o sensor de pressão, eles descobriram que a pressão atmosférica mais baixa era de facto 911,5 hPa (26,91 inHg). Nepartak pousou sobre Taimali, condado de Taitung, às 21h50 UTC (05h50, horário de Taiwan, em 8 de julho) e posteriormente emergiu no Estreito de Taiwan de Jiangjun, Tainan, às 06h30 UTC (14h30, horário de Taiwan) em 8 de julho.
Enfraquecendo de um supertufão de categoria 4 para um tufão equivalente de categoria 1 em 12 horas, como a interação da terra com Taiwan causou a degradação significativa da estrutura de Nepartak, a circulação de nível médio se separou do LLCC. Portanto, apesar de um ambiente favorável de nível superior, o tufão não pôde se fortalecer novamente; Nepartak apresentou topos de nuvens em aquecimento, um campo de nuvens em expansão e convecção mais profunda confinada às periferias noroeste e sudeste do LLCC. Por volta das 18:00 UTC, o JMA rebaixou Nepartak para uma tempestade tropical severa, e o JTWC rebaixou para uma tempestade tropical.
Em 9 de julho, imediatamente antes de o JMA rebaixar Nepartak para uma tempestade tropical, o sistema atingiu Shishi, Fuquiémn às 05:45 UTC (13:45 CST). Isso resultou em convecção decadente e um LLCC alongado, portanto, o JTWC emitiu seu aviso final. À tarde, Nepartak continuou se movendo para o interior como uma depressão tropical e se dissipou em 10 de julho.

## Preparações

### Taiwan
Em 6 de julho, o Escritório Central de Meteorologia de Taiwan emitiu alertas de terra e mar para a totalidade de Taiwan e previu chuvas torrenciais para 14 condados e a capital Taipé durante a passagem do tufão. O Governo de Taiwan colocou 35.817 pessoal militar - dos quais cerca de 3.000 foram mobilizados - junto com 3.409 veículos e 119 barcos infláveis, de prontidão para os esforços de socorro em conjunto com o tufão Nepartak. Muitos foram colocados em alerta para ajudar nas evacuações nas áreas montanhosas dos condados de Yilan e Hualien. Noventa abrigos foram abertos em Taiwan. Aproximadamente 3.000 os turistas foram evacuados das ilhas vizinhas Green e Orchid e o serviço de balsa para essas áreas foi suspenso. Moradores do município de Wutai, no sul de Taiwan, também foram realocados devido à ameaça de deslizamentos de terra e inundações. No final, 154,000 pessoas foram evacuadas em 14 condados e cidades. Mandarin Airlines, TransAsia Airways, China Airlines, EVA Air e Uni Air cancelaram todos os voos de 7 de julho e muitos em 8 de julho, abrangendo todos os voos domésticos e a maioria dos internacionais. O Aeroporto Internacional de Kaohsiung e o Aeroporto Internacional de Taiwan Taoyuan estavam programados para fechar às 15 e 19 horas locais, respectivamente, em 7 de julho. Aproximadamente 500 voos foram cancelados devido ao tufão. Em antecipação a fortes chuvas, a água foi liberada da represa Shihmen na manhã de 7 de julho.
Comboios operados por Ferrovia de alta velocidade de Taiwan, Administração Ferroviária De Taiwan, e Alishan Forest Railway foram todos suspensos a partir da noite de 7 de julho ou manhã de 8 de julho e durante todo o resto da passagem do tufão. Mais de uma dúzia de troços da auto-estrada também foram fechados. Serviço de autocarro em Taipé e New Taipei foi interrompido para 8 de julho. Todas as escolas e empresas fecharam durante o dia, exceto em Condado Kinmen e o Ilhas Matsu. O Taiwan Water Corporation instou os moradores a estocar água e reduzir o uso de água corrente antes do tufão. A agência preparou as instalações de purificação em antecipação a turbidez do escoamento das chuvas. O Festival Internacional de balões de Taiwan Condado Taitung actividades canceladas para a tarde de 6 de julho a 8 de julho; O brilho da manhã em Sanxiantai também foi adiado para 9 de julho.

### China

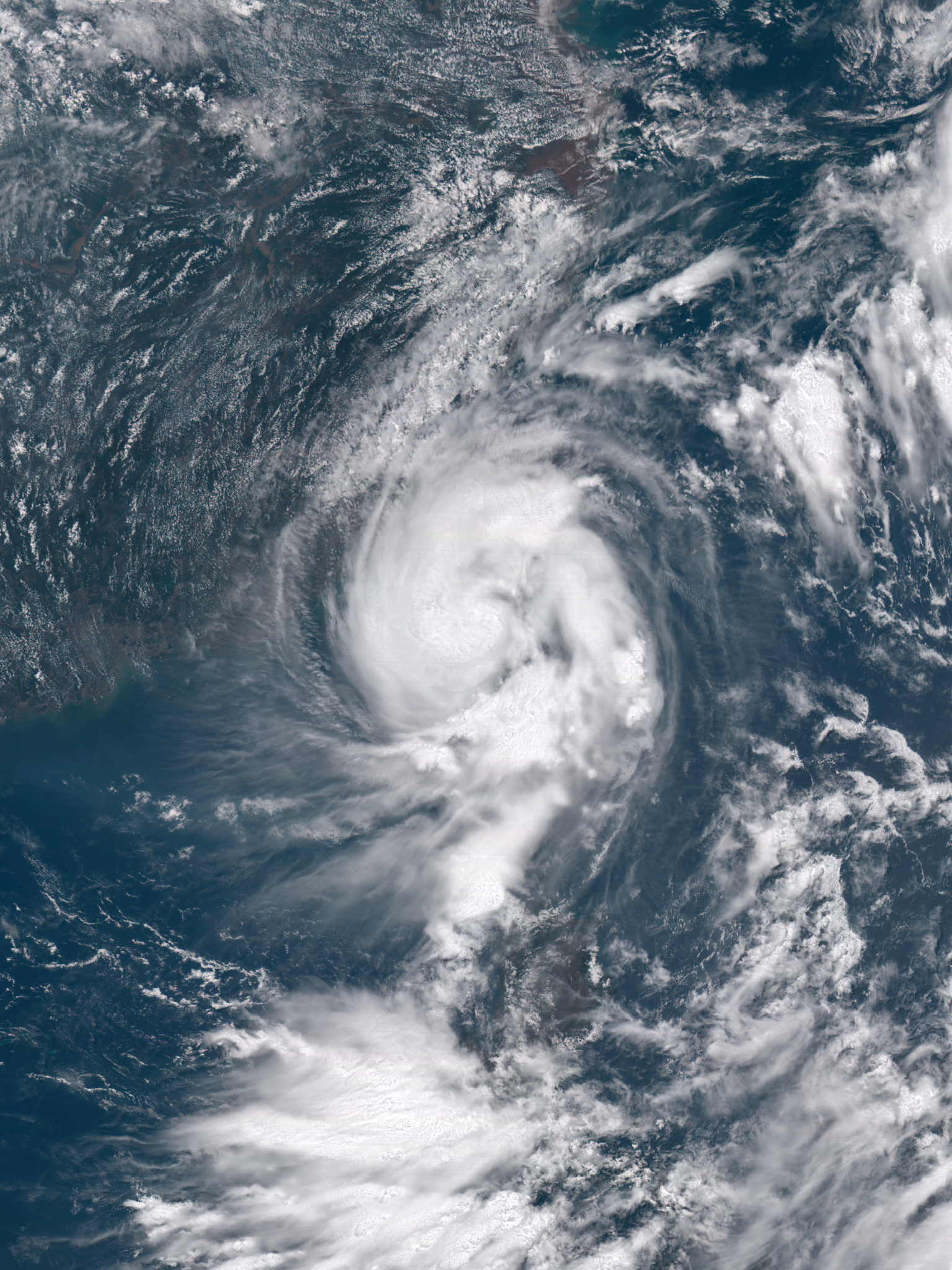
Um tufão Nepartak enfraquecendo sobre o sul de Taiwan em 8 de julho

Autoridades de várias províncias do leste da China temiam que a tempestade piorasse as inundações em curso que já haviam causado pelo menos 186 mortes. vidas. Uma preocupação particular foi levantada sobre os lagos e reservatórios ao longo do rio Yangtze, especialmente o lago Tai, que podem transbordar devido às fortes chuvas do tufão. Moradores das províncias de Fujian e Zhejiang foram alertados sobre uma tempestade potencialmente prejudicial, enquanto as autoridades da província de Guangdong ordenaram que todos os pescadores voltassem ao porto. Ao longo da costa de Fujian, aproximadamente 33.000 barcos de pesca regressaram ao porto e 35.000 as pessoas que trabalham ao longo da costa foram instadas a evacuar o interior.  Aproximadamente 420,000 pessoas foram evacuadas em Fujian e outras 37.521 as pessoas foram realocadas em Wenzhou, Zhejiang. Em 9 de julho, às 11h, horário local, a província de Fujian emitiu um alerta de tufão laranja, o segundo nível de alerta mais alto. O transporte público foi severamente interrompido, com 5.000 ônibus, 400 voos e 300 trens de alta velocidade cancelados.

### Em outro lugar
Residentes nas Ilhas Ryukyu - um arquipélago japonês que se estende do sul-sudoeste do continente em direção a Taiwan - foram alertados sobre condições potencialmente perigosas a partir de julho. 5. Algumas evacuações ocorreram nas Ilhas Yaeyama e nas Ilhas Miyako em antecipação a inundações e ventos com força de tufão.
Os pescadores do norte das Filipinas foram aconselhados a não se aventurar devido ao mar agitado. Os meteorologistas do país também informaram que o tufão aumentaria a monção local, trazendo chuva e trovoadas para muitas áreas na parte norte das ilhas filipinas. O Sinal Público de Alerta de Tempestade 1 foi levantado para as Ilhas Babuyan, Batanes e Calayan. O governo nacional também suspendeu os trabalhos na região metropolitana de Manila na tarde de 8 de julho devido ao mau tempo causado pelo tufão.

## Impacto e consequências

### Taiwan

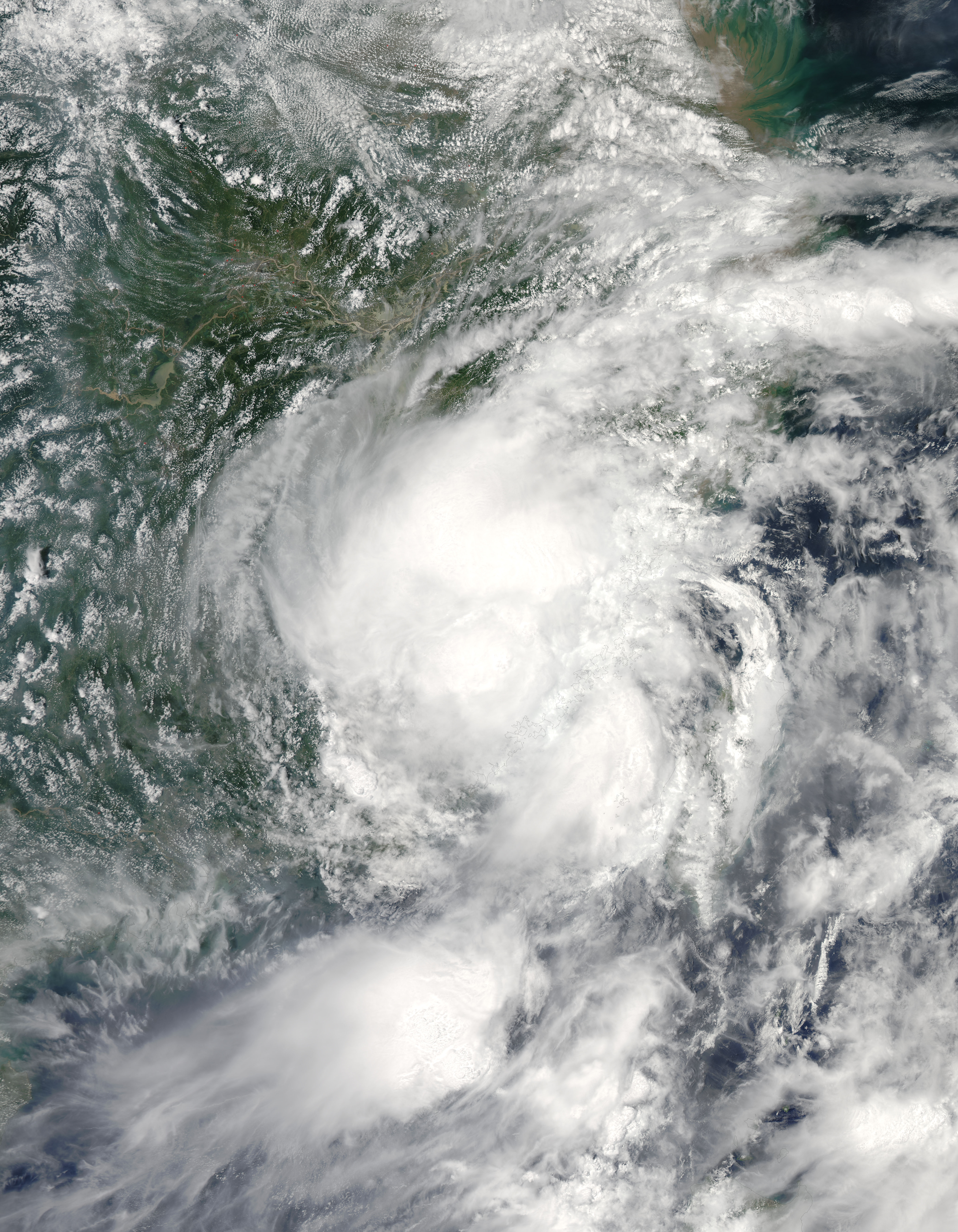
Tempestade tropical Nepartak sobre o leste da China em 9 de julho

Em julho Em 7 de setembro, duas pessoas morreram afogadas em incidentes relacionados a tempestades: uma na praia de Chihsingtan, no condado de Hualien, e a outra em Penghu. Pelo menos uma pessoa foi morta durante a chegada da tempestade após ser atingida por detritos. mais de 142 pessoas sofreram ferimentos, principalmente de vidro quebrado ou detritos transportados pelo ar. Rajadas de vento de até 205 km/h foram observados no condado de Taitung, o maior vento registrado no condado em 61 anos de manutenção de registros; os ventos fortes derrubaram árvores e linhas de energia, quebraram telhados e viraram veículos. No auge da tempestade, 545,696 famílias ficaram sem energia e 24.829 perderam o abastecimento de água. Estimativas preliminares de danos somente no condado de Taitung ultrapassaram NT$ 2 bilhões (US$ 62 milhões) até 9 de julho Estimativas preliminares de danos agrícolas chegaram a NT$ 1,07 bilhões (US$ 33,2 milhões), dos quais NT$ 731,39 milhões (US$ 22,7 milhões) foi incorrido pelo condado de Taitung. A pinha sofreu as maiores perdas, com 4,198 hectares (10,370 acres) perdidos, seguida pelas bananas. Sete rodovias principais, incluindo a nº 7 e a nº 23, foram danificadas. No porto de Kaohsiung, o cargueiro Avata, com bandeira de Cingapura, foi arrancado de suas amarras em um porto que o abrigava; dois rebocadores tiveram que trazê-lo de volta ao porto.
Na esteira de Nepartak, a Taiwan Power Company despachou 2.000 pessoal para reparar linhas de energia caídas e limpar detritos. Às 6:00 pm hora local em 8 de julho, apenas 50.000 famílias ficaram sem eletricidade. A Sociedade da Cruz Vermelha da República da China prometeu fornecer a cada família afetada NT$ 10.000 (US$ 310). Em 9 de julho, Premier Lin Chuan visitou áreas danificadas de Taitung e encomendou NT $ 300 milhões (US$ 9,3 milhões) pacote de ajuda. Embora a China tenha temporariamente interrompido as comunicações com Taiwan após a inauguração de Tsai Ing-wen, o Escritório de Assuntos de Taiwan do país expressou preocupação e ofereceu suas condolências às vítimas do tufão. A Tzu Chi Foundation prometeu NT$ 10.000–30.000 (US$ 310–930), bem como o essencial para viver.
Muitos indivíduos ofereceram doações e fundos para ajudar nos esforços de recuperação. Uma das pessoas mais ricas de Taiwan, o presidente da Hon Hai Precision Industry, Terry Gou, forneceu NT$ 10 milhões (US$ 310.100) para esforços de reconstrução. As cadeias de lojas de conveniência 7-Eleven e FamilyMart fizeram parceria com Gou para configurar doações eletrônicas em mais de 5.000 locais em 9 de julho. A artista pop A-mei doou NT$2 milhões (US$ 62.020) para seu condado natal, Taitung. Da mesma forma, a banda de rock Mayday e o cantor Jia Jia doaram juntos NT$ 2 milhões (US$ 62.020). Os partidos políticos também forneceram apoio monetário: o governante Partido Democrático Progressista forneceu NT $ 500.000 (US $ 15.500), o Partido Kuomintang prometeu NT $ 1 milhões (US$ 31.000), e o Partido do Novo Poder deu NT$ 300.000 (US$ 9.300). O Legislativo Yuan doou NT$ 500.000 (US$ 15.500) e o presidente da legislatura, Su Jia-chyuan, forneceu NT$ 100.000 (US$ 3.100). Os prefeitos de Taipei e Taoyuan, Ko Wen-je e Cheng Wen-tsan, doaram NT$ 200.000 (US$ 6.200) e NT$ 100.000 (US$ 3.100), respectivamente, enquanto vários outros funcionários do governo prometeram doar seus salários diários.
O Conselho de Agricultura de Taiwan prometeu fornecer assistência financeira aos agricultores nos condados de Taitung, Pingtung e Kaohsiung.

### China
Chuva forte - totalizando 250 mm em apenas algumas horas em Putian - eventos fortes atingiram Fujian. Ventos até 100 km/h (62 mph) foram observados em Shishi. Ocorreram inundações generalizadas e muitos deslizamentos de terra, principalmente em áreas montanhosas, destruindo um número indeterminado de edifícios. Um deslizamento de terra no condado de Gutian enterrou uma fábrica, prendendo 18 trabalhadores; todos foram posteriormente resgatados pela polícia e bombeiros. Quarenta e três pessoas precisaram de resgate devido ao aumento das águas em Putian. Pelo menos 10 pessoas foram mortas e outras 11 desapareceram em Fujian e Jiangxi. Pelo menos 3.144 casas foram destruídas e 15,800 hectares (39,000 acres) de plantações foram danificados; perdas econômicas totais atingiram ¥ 2,2 bilhões (US$ 320 milhão). Os danos foram particularmente graves no condado de Minqing, Fujian, onde pelo menos 1.000 as pessoas precisavam de resgate. Uma emergência de desastre de nível 4 foi declarada para as áreas afetadas, permitindo uma grande distribuição de materiais de socorro.